# フリスティアン (レグニツァ公)
フリスティアンまたはクリスティアン（ポーランド語：Chrystian Legnicki；ドイツ語：Christian von Liegnitz-Brieg-Wohlau、1618年4月19日 - 1672年2月28日）は、レグニツァ公（在位：1653年 - 1654年、1663年 - 1664年、兄達と共同統治）、ブジェク公（在位：1639年 - 1654年、兄達と共同統治）、ヴォウフ（在位：1653年 - 1654年、兄達と共同統治）、オワヴァ公（在位：1639年 - 1654年）、後にレグニツァ＝ブジェク＝ヴォウフ＝オワヴァ公国の単独統治者（1672年の死去まで）となった。レグニツァ＝ブジェク＝ヴォウフ＝オワヴァ公ヤン・フリスティアンの7男（成人した中では3番目の息子）、母はその最初の妻で、ブランデンブルク選帝侯ヨハン・ゲオルクの娘ドロテア・ジビッレ。

## 生涯
幼い頃、彼は兄達と共にヨーロッパ諸国へのグランドツアーに赴き、旅行中にフランス王ルイ13世やイングランド王チャールズ1世の宮廷を訪れた。彼がシロンスク(シレジア)地方に帰国すると、故郷は三十年戦争に巻き込まれていた。1635年、父はフリスティアンをリトアニアのケダイネイにあるカルヴァン主義の学校に留学させた。この時期、彼は後にポーランド王となるヤン・カジミェシュ王子の知遇を得た（彼の妃ルドヴィーカ・マリア・ゴンザーガはフリスティアンの生まれてすぐ死んだ次女の代母となった）。また互いの母親が姉妹同士の従兄ボグスワフ・ラジヴィウ公や、やはり後にポーランド選挙王となったミハウ・コリブト・ヴィシニョヴィエツキ公とも知り合った。在学中にフリスティアンはポーランド語を習得し、自由に使いこなすようになった。
1639年に父が死ぬと、公国は息子達に相続された。フリスティアンは2人の兄イェジ3世とルドヴィク4世と共にブジェクとオワヴァの公爵となった。但し、公国の統治は長子であるイェジ3世が万事を取り仕切った。
フリスティアンが学業を終えてシロンスクに帰国した時、彼の公国にはいまだスウェーデン軍が割拠していた。1642年には、フリスティアンはスウェーデン軍による4週間にわたったブジェク包囲で同市の防衛に成功したが、1645年12月、ブジェクはスウェーデン軍に占領され、フリスティアンは投獄された。彼は幸運にも脱獄に成功し、ブジェクの都市民達に彼こそが自分達の統治者だと認めさせた。しかし監禁は短かったとはいえ、フリスティアンは健康をかなり損なっていた。スウェーデンとの戦い以外でも、狩猟中に流れ弾が足に当たって大怪我を負った。
1653年に叔父イェジ・ルドルフが死ぬと、兄弟達はレグニツァとヴォウフをも獲得した。翌1654年、3兄弟は正式に領国を分割支配することを決めた。イェジ3世がブジェクを、ルドヴィク4世がレグニツァをそれぞれ手に入れた。末息子のフリスティアンは貧しい小規模な都市ヴォウフとオワヴァのみを与えられた。
1663年にルドヴィク4世が後継者を残さずに死ぬと、イェジ3世とフリスティアンが共同でレグニツァ公国を統治することになった。しかしイェジ3世も男子に恵まれないまま翌1664年には死んでしまい、一族の全領土がフリスティアンに相続された。
1668年、フリスティアンはポーランドの国王自由選挙に出馬し、一部の貴族達の支持を受けたものの、最終的に国王に選ばれたのはミハウ・コリブト・ヴィショヴィエツキだった。
1672年2月28日、フリスティアンは水が体内に溜まる病気（Puchlina wodna）のために死んだ。彼の葬儀は1672年3月31日にレグニツァの聖ヤン教会で執り行われたが、公爵の遺骸は臣民たちから徴集した金で作った、金箔に覆われた棺の中に収められた。

## 子女
1648年11月24日、デッサウにおいてアンハルト＝デッサウ侯ヨハン・カジミールの娘ルイーゼ（1631年 - 1680年）と結婚した。フリスティアンの遺言によって、ルイーゼはヴォウフとオワヴァを終身の寡婦領として与えられた。
- カロリーナ（1652年 - 1707年） - 1672年、シュレースヴィヒ＝ホルシュタイン＝ゾンダーブルク＝ヴィーセンブルク公フリードリヒと結婚
- ルドヴィカ（1657年 - 1660年）
- イェジ・ヴィルヘルム（1660年 - 1675年）
- フリスティアン・ルドヴィク（1664年）